# Wolfgang Hofmann (Historiker)
Wolfgang Hofmann (* 30. Juli 1932 in Berlin) ist ein deutscher Historiker.

## Leben und Wirken
Hofmann studierte von 1955 bis 1963 Geschichte und Anglistik an der Freien Universität Berlin und wurde mit einer Dissertation zum Thema Die Bielefelder Stadtverordneten 1850–1914 bei Gerhard Oestreich promoviert. Von 1963 bis 1970 war er Wissenschaftlicher Mitarbeiter von Hans Herzfeld am Kommunalwissenschaftlichen Forschungszentrum, später Deutsches Institut für Urbanistik. Gemeinsam mit Christian Engeli und Horst Matzerath gründete er die Zeitschrift Informationen zur Modernen Stadtgeschichte (seit 2017: Moderne Stadtgeschichte). 1974 habilitierte er sich an der Technischen Universität Berlin mit der Untersuchung Zwischen Rathaus und Reichskanzlei. Die Oberbürgermeister in der Kommunal- und Staatspolitik des Deutschen Reiches 1890–1933. Von 1971 bis 1977 wirkte er als Assistenzprofessor an der TU Berlin und hatte von 1977 bis zu seiner Emeritierung 1995 die Professur für Verwaltungs- und Sozialgeschichte an der TU Berlin inne.
Seine Forschungsschwerpunkte sind die Verwaltungs-, Kommunal- und Stadtgeschichte sowie die Geschichte der Stadt- und Regionalplanung.
Er ist Mitglied der Historischen Kommission zu Berlin.

## Schriften (Auswahl)
- Zwanzig Jahre in Leipzig 1899–1919. Ludwig Hofmann als Student, Politiker, Gewerkschafter, München 2017.
- Bürgerschaftliche Repräsentanz und kommunale Daseinsvorsorge. Studien zur neueren Stadtgeschichte (= Beiträge zur Stadtgeschichte und Urbanisierungsforschung, Bd. 14), Stuttgart 2012.
- Gemeinsam mit Kristina Hübener, Paul Meusinger (Hrsg.): Fürsorge in Brandenburg. Entwicklungen, Kontinuitäten, Umbrüche, Berlin 2007.
- Gemeinsam mit Gerd Kuhn (Hrsg.): Wohnungspolitik und Städtebau 1900–1930, Berlin 1993.
- Mitteldeutschland in der Geschichte der deutschen Raumplanung, Dessau 1992.
- Gemeinsam mit Helge Pitz, Jürgen Tomisch unter Mitarbeit von Eva Maria Eilhard, Ellen Graebener, Dorothea Zöbl: Berlin–W. Geschichte und Schicksal einer Stadtmitte, 2 Bände, Berlin 1984.
- Zwischen Rathaus und Reichskanzlei. Die Oberbürgermeister in der Kommunal- und Staatspolitik des Deutschen Reiches 1890–1933, Stuttgart 1974.
- Gemeinsam mit Helmut Croon, Georg-Christoph von Unruh (Hrsg.): Kommunale Selbstverwaltung im Zeitalter der Industrialisierung (= Schriftenreihe des Vereins für Kommunalwissenschaften, Bd. 33), Stuttgart 1971.
- Städtetag und Verfassungsordnung, Position und Politik der Hauptgeschäftsführer eines kommunalen Spitzenverbandes, Stuttgart 1966.
- Die Bielefelder Stadtverordneten. Ein Beitrag zu bürgerlicher Selbstverwaltung und sozialem Wandel 1850–1914, Lübeck 1964.